# Rinorea deflexa
Rinorea deflexa és una espècie d'arbust o arbret que pertany a la família de les violàcies. És endèmica a l'oest de l'Equador.
Habita els boscos secs subtropicals o tropicals, entre els 0-500 m. Sovint són freqüents a l'interior i a l'ombra dels boscos de terra ferma. De les sis poblacions ara conegudes, un es protegeix en el sistema d'àrees protegides de l'Equador: a la Reserva Ecològica Manglars Churute, als turons de Pancho Diablo i El Mate, dividits per l'autopista Guayaquil-Naranjal. Pot passar en hàbitats similars a l'interior del Parc Nacional Machalilla. L'espècie també és localment abundant al Bosc protector Cerro Blanco, al voltant de 300 a 350 sobre el nivell del mar, i al bosc petrificat de Puyango, també al voltant d'aquesta altitud. Rinorea deflexa es caracteritza per algunes parts de la vegetació al llarg de la cala del Chirimoyo (Província de Loja) i Los Zábalos (El Oro). Floreix anualment de forma ràpida. Les poblacions de menys de 500 individus es troben amenaçades per la conversió del seu hàbitat en terres de cultiu i les pedreres a Cerro Blanco, incendis provocats pels éssers humans en Manglars Churute i el potencial de la mineria de l'urani a Puyango.

## Taxonomia
Rinorea deflexa  va ser descrita per S.F. Blake i publicat a Contributions from the United States National Herbarium 20(13): Pàgina 513, l'any 1924. (19 de juliol de 1924).